# Юзеф Котарбински
Ю̀зеф Ка̀рол Ян Непому̀цен Котарбѝнски (на полски: Józef Karol Jan Nepomucen Kotarbiński) е полски театрален и филмов актьор, режисьор, театрален директор, писател и театрален критик. Работи във Варшава и Краков. Популяризира полската драматургия.
От 1896 г. играе в Краковския театър „Юлиуш Словацки“, а от 1900 до 1905 г. е негов директор.

## Постановки
- „Сватба“ – Станислав Виспянски;
- „Освобождение“ – Станислав Виспянски и др.

## Роли
- Уриел Акоста – „Уриел Акоста“ – Карл Гуцков;
- Сенаторът – „Задушница“ – Адам Мицкевич и др.